# ديفيد مايلز (لاعب دوري الرغبي)
ديفيد مايلز (بالإنجليزية: David Myles)‏ هو لاعب دوري الرغبي نيوزيلندي، ولد في 7 فبراير 1978 في بريزبان في أستراليا.